# Francisco Rivas Vicuña
Francisco Rivas Vicuña (n. Santiago de Chile; 1 de mayo de 1880 - íb.; 17 de noviembre de 1943), político y abogado chileno. Hijo de Ramón Rivas Cruz y Mercedes Vicuña Prado. Hermano del político Manuel Rivas Vicuña, quien llegó a ser Ministro del Interior y Vicepresidente de la República.

## Profesión
Estudió su primaria en el Colegio San Agustín y la secundaria en el Instituto Nacional. Se graduó de abogado el 31 de julio de 1906 en la Universidad de Chile. 
Se dedicó a su profesión en como fiscal en lo civil, de Santiago. Hizo docencia en el Instituto Nacional y colaboró con el periódico “La Unión” de Valparaíso.

## Actividades políticas
Militante del Partido Conservador, fue elegido Diputado por La Serena, Elqui y Coquimbo (1909-1912), integrando la Comisión permanente de Relaciones Exteriores y Colonización.
Reelegido Diputado, esta vez representando a Santiago, en dos períodos consecutivos (1912-1918). Integró en esta etapa la Comisión permanente de Asistencia Pública y Culto.
Ministro plenipotenciario de Chile en Milán (1920). Encargado de Negocios en Roma (1923). Ministro en Cuba (1925) y Venezuela (1930).